# 야오리

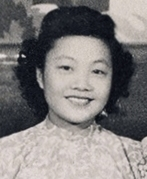

야오리 (姚莉, Yáo Lì, 1922년 ~ 2019년 7월 19일)는 중국의 가수이다. 1930년대부터 1970년대 사이에 활동했다. 주선 (가수)가 '금의 목소리' (金嗓子)로 불리었다면, 야오리는 '은의 목소리'(銀嗓子)라고 불린다.

## 삶
본명은 야오시우윤 (姚秀雲)이며 상해에서 자랐다. 13세에 이미 라디오에서 노래를 불렀다. 14세에 첫 싱글 '신 샤오 팡 니우' (新小放牛)를 발표했다.

## 히트곡
- 恭喜恭喜
- 得不到你的愛情
- 蘇州河邊
- 玫瑰玫瑰我愛你